# Бінген-на-Рейні
Бінген-ам-Райн (нім. Bingen am Rhein) — місто в Німеччині, розташоване в землі Рейнланд-Пфальц. Входить до складу району Майнц-Бінген.
Площа — 37,74 км2. Населення становить 25 736 ос. (станом на 31 грудня 2020).

## Географії

### Адміністративний поділ
Місто  складається з 8 районів:
- Бінгербрюк
- Бюдесгайм
- Дітерсгайм
- Гаульсгайм
- Дромерсгайм
- Іннер-товн
- Кемптен-ам-Райн
- Шпонсгайм